# Transportmedel

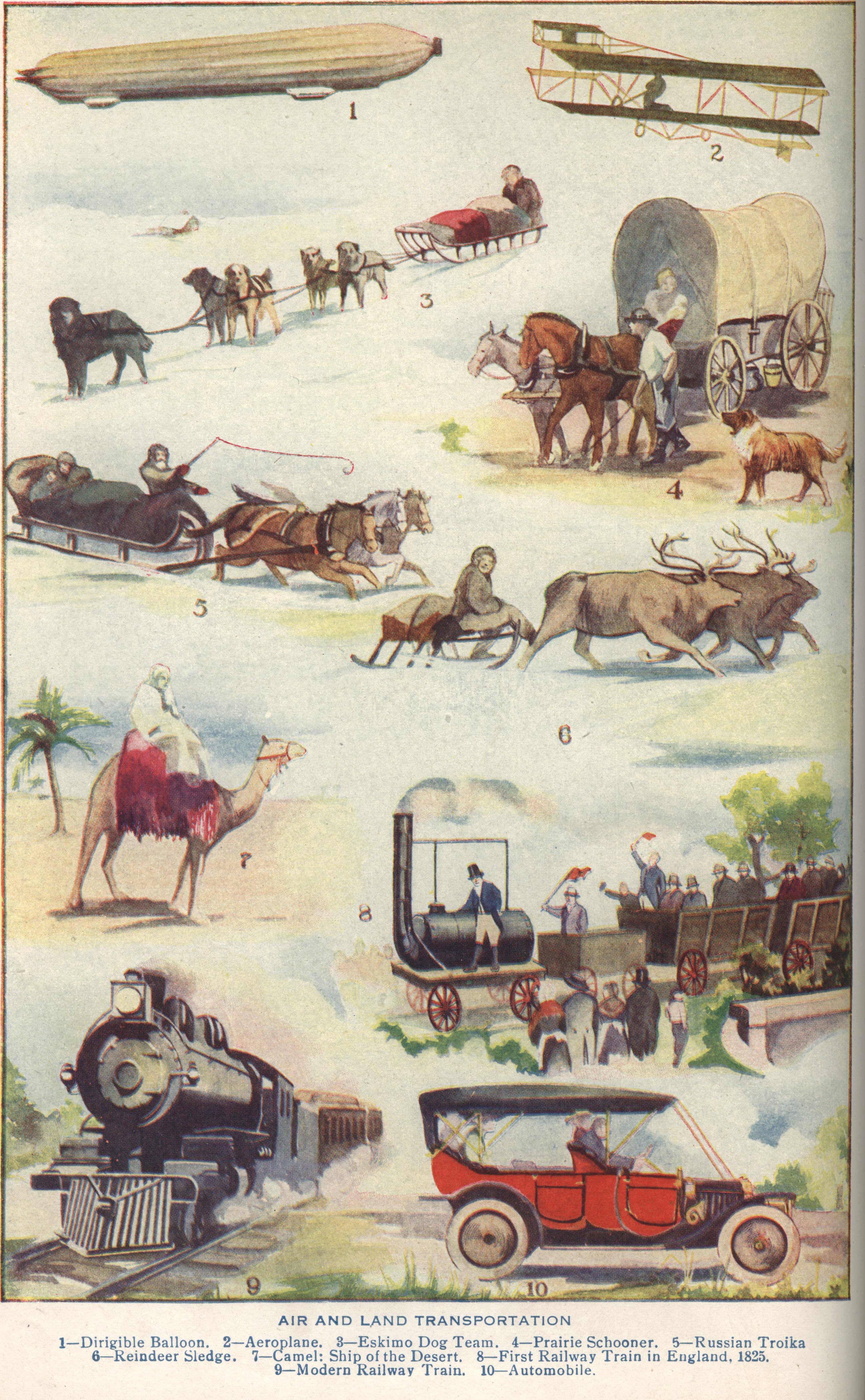

Transportmedel eller fortskaffningsmedel är ett tekniskt system för transport av passagerare och/eller gods.
Synonyma begrepp är fortskaffningsmedel, fordon (vanligen landgående) och farkost (vanligen sjögående eller flygande).

## Typer av transportmedel
Beroende på naturens förutsättningar och kraven från passagerare och gods har olika transportmedel utvecklats:
- Vattenfarkost eller fartyg. Klarar stora vikter och volymer. Energieffektiv, speciellt på långa distanser. Långsamt.

Det finns mängder med olika sorters fartyg och andra vatenfarkostet och klasser att dela in dem i.
Ett lastfartyg kan frakta enorma mängder gods. Fartyg är det i särklass vanligaste transportmedlet av gods. 
- Vägfordon. Klarar begränsade vikter (<60 ton) och volymer (<24 m). Bra hastighet (90 - 300 km/t). Se fordon för mer detaljerade definitioner.
  - Personbil
  - Motorcykel
  - Lastbil
  - Buss
  - Trådbuss
  - Cykel
  - Dragdjur
  - Spårvagn (även rälsfordon)
  - Moped
- Rälsfordon. Klarar stora vikter och volymer. Låg olycksfrekvens. Mycket energieffektiv. Snabba. Säkra. Låg beläggningsgrad (glest mellan tåglägen).
  - Tåg
  - Rälsbuss
  - Tunnelbana
  - Spårvagn (även vägfordon)
  - Spårtaxi eller spårbil
  - Gruvtåg
- Terrängfordon. Energikrävande. Långsamma. Kräver ej infrastruktur i form av vägar.
  - Traktor för jordbruksarbete
  - Skotare för skogsavverkning
  - Lunnare för skogsavverkning med helstammar
  - Fyrhjuling för friluftsliv
  - Bandvagn
  - Bärdjur till exempel arbetshäst.
- Isfordon. Klarar höga vikter. Mycket energieffektiv. Säsongsbunden.
  - Släde
  - Snöskoter (ej energieffektiv)
  - Sparkstötting
- Luftfarkoster. Mycket snabba. Mycket energikrävande. Säkra.
  - Flygplan
  - Helikopter
  - Ballong och luftskepp
- Rymdfarkoster. Extremt dyrt och energikrävande.
- Lin- och bandtransportörer. Hög anläggningskostnad. Låg driftskostnad. Endast för speciella behov.
  - Hiss
  - Linbana och skidlift
  - Bandtransportör

## Infrastrukturer
Flera av transportmedlen kräver en infrastruktur:
- Vattenfarkoster
  - Hamnar
  - Navigeringshjälpmedel
  - Kanaler
- Vägfordon
  - Vägar och tunnlar
  - Trafikledning
  - Bränslemackar
- Rälsfordon
  - Järnvägsspår
  - Tunnlar
  - Säkerhetssystem
  - Kontaktledningar
  - Järnvägsstationer
  - Bangårdar
- Luftfarkoster
  - Flygplatser
  - Flygledning